# Dualisme
Dualisme is het uitgaan van het bestaan van twee tegenover of naast elkaar bestaande, tot niets anders meer te herleiden grondbeginselen. Dit ter verklaring van op geen enkele andere manier te begrijpen antropologische, ethische of kosmische tegenstellingen. In deze betekenis is dualisme een begrip dat in de filosofie en de theologie wordt gebruikt.
In een politiek-bestuurlijke context verwijst politiek dualisme naar de scheiding tussen de wetgevende en uitvoerende macht binnen een bestuurslaag.
In staatkundig opzicht verwijst dualisme naar een uit twee, min of meer autonome, gebieden samengestelde staat.

## Dualisme in de theologie en filosofie
Het in de filosofie en theologie gehanteerde begrip dualisme heeft de betekenis van het aannemen van het bestaan van twee tegenover of naast elkaar staande, niet verder meer te herleiden grondbeginselen. Hierbij kunnen drie soorten dualisme worden onderscheiden.

### Antropologisch dualisme
Allereerst het antropologische dualisme, dat bij de mens uitgaat van het metafysische grondbeginsel van de tegenstelling lichaam (en zijn sterfelijkheid) en ziel (en haar onsterfelijkheid). Plato was de eerste filosoof die dit dualisme als filosofisch uitgangspunt nam. Hij trok dit dualistisch denken door in zijn hele beschouwing van de werkelijkheid: ook deze was voor Plato dualistisch; de ware, achterliggende (metafysische) werkelijkheid wordt volgens Plato gevormd door de ideeënwereld. Deze ideeënwereld staat volgens Plato tegenover de wereld van de verschijnselen, die slechts een afschaduwing van de achterliggende ideeënwereld is. Deze platoonse, filosofische opvatting wordt ook wel metafysisch idealisme genoemd. Het platoonse dualisme van lichaam en ziel werd in de middeleeuwen onder meer bestreden door de filosoof en theoloog Nicolaus Cusanus. De grondlegger van de moderne filosofie, Descartes, gaf het denken over het dualisme van lichaam en ziel weer een nieuwe impuls: hoewel van elkaar gescheiden en te onderscheiden, waren ziel en lichaam volgens hem desondanks innig met elkaar verbonden.

### Ethisch dualisme
Het ethisch dualisme concentreert zich op de tegenstelling Goed en Kwaad. Een voorbeeld van dit dualisme in de theologie is het manicheïsme: Goed (= God) en Kwaad zijn afzonderlijke en aan elkaar tegengestelde entiteiten. Immers, het Kwaad is aanwezig in de wereld, maar kan niet afgeleid worden uit God. Deze is immers oneindig Goed en kan nooit het Kwaad in de wereld hebben gebracht. De vele pogingen van filosofen en theologen in de loop van de eeuwen om dit vraagstuk, de theodicee genoemd, op te lossen strandden, zoals Immanuel Kant aantoonde in zijn Über das Mißlingen aller philosophischen Versuche in der Theodicee.

### Kosmisch dualisme
De derde stroming is het kosmisch dualisme dat zich bezighoudt met de tegenstellingen tussen geest en materie, eindigheid en oneindigheid, tijdelijkheid en eeuwigheid.

## Dualisme in de cognitiewetenschap
Door de eeuwen heen zijn bewustzijnstheorieën gelanceerd om te verklaren wat bewustzijn is. Het eerste op een wetenschappelijke manier benaderde religieus-filosofische denkbeeld was dat van de René Descartes (1596-1650). Zijn idealistisch dualisme, of interactionisme, floreert nog steeds dankzij het Christendom. Maar ook in het Jodendom en de Islam is het dualisme er de principiële grondslag.

### Idealistisch dualisme
Het dualisme van Descartes maakt een streng onderscheid tussen lichaam en geest, gezien als ziel of bewustzijn. Die zouden bestaan uit twee verschillende entiteiten die elkaar beïnvloeden:
- het lichaam als beperkt, stoffelijk en tijdelijk en
- de geest als vrij, onstoffelijk en eeuwig.

Hierbij wordt onderscheid gemaakt in twee beginselen. Dat wat ruimte inneemt, res extensa, en dat wat denkt en bewustzijn heeft, res cogitans.
Aan deze opdeling ligt volgens Descartes de volgende reden als grondslag: mensen kunnen betwijfelen of ze een lichaam hebben, maar niet dat ze een geest hebben, omdat het twijfelen zelf een denkend en bewust iets (geest of ziel) veronderstelt. Vandaar zijn uitspraak Ik denk, dus ik ben.
Hoe de connectie tussen een onstoffelijke geest en een stoffelijk lichaam tot stand komt wist ook Descartes niet. Maar hij ontdekte de epifyse, de pijnappelklier, in het centrum van de hersenen. Volgens hem zorgde een godheid ervoor dat geest en lichaam elkaar op deze plek op een mysterieuze wijze beïnvloeden.

### Dualisme tegenwoordig
Onder de huidige filosofen is er verder weinig aanhang meer te vinden voor het dualisme van lichaam en geest. De meesten beschouwen dit als achterhaald. Maar er zijn ook nog aanhangers, zoals de filosofen David Chalmers en Howard Robinson. Bij Chalmers is de geest een immateriële substantie die niet kan worden uitgelegd in termen van neuronen in het brein. Dualisme betekent in hun benadering dat de geest (mind) of het bewustzijn (consciousness) niet herleidbaar is tot het brein. De geest vormt een apart onderdeel van de werkelijkheid met eigen eigenschappen en wetmatigheden. Binnen dit dualisme worden weer verschillende vormen onderscheiden o.a. naar de mate waarin de geest voort zou komen uit het brein en bepaald zou worden door hersenprocessen.
John Eccles creëerde het begrip waarschijnlijkheidsvelden die door de geest zouden worden bediend om op de bewegingen van de neurotransmitters in te werken. En David Chalmers beweert dat the hard problem of consciousness de wetenschap belet om een verklaring over bewustzijn te kunnen geven. Beiden neigen ze ernaar zich buiten de grenzen van het wetenschappelijk verdedigbare te bewegen. Verder in deze richting kan ook de meer recente theorie worden gesitueerd van de morfogenetische velden van Rupert Sheldrake.
Een variant is het epifenomenalisme, het bewustzijn zou niet meer dan een machteloos bijverschijnsel zijn van processen in de cortex. De meest radicale vorm van dualisme heet interactionistisch substantie-dualisme: de geest zou slechts in interactie staan met het brein zonder er helemaal uit voort te komen of bepaald door te worden. Deze vorm van dualisme is goed verenigbaar met concepten van een leven na de fysieke dood.

## Politiek-bestuurlijk dualisme in Nederland
In het Nederlandse staats-, provincie- en gemeenterecht is dualisme uitgangspunt bij de verdeling van de verantwoordelijkheden op rijks, provinciaal en gemeentelijk niveau: bestuurders (ministers, gedeputeerden respectievelijk wethouders) maken geen deel uit van de volksvertegenwoordiging (parlement, Provinciale Staten of gemeenteraad). De volksvertegenwoordigers controleren het bestuur. Op het landelijk bestuursniveau bestaat het dualisme van regering en parlement al vanaf de eerste grondwet uit 1814.
Bij de gemeenten waren de wethouders echter tot 2002 lid van de gemeenteraad. Hierin is verandering gekomen met de Wet van 28 februari 2002 tot wijziging van de Gemeentewet en enige andere wetten tot dualisering van de inrichting, de bevoegdheden en de werkwijze van het gemeentebestuur. Deze is op 7 maart 2002 in werking getreden. De Stuurgroep Evaluatie Dualisering Gemeentebestuur omschreef in haar eindrapport van 8 november 2004 het doel van deze wet als volgt:
Kern van het dualistische model in de wet is een scheiding in samenstelling, functies en bevoegdheden van de gemeenteraad aan de ene kant en het college van burgemeester en wethouders aan de andere kant. De bestuursbevoegdheden zijn bij het college geconcentreerd en de verordenende en controlerende bevoegdheden van de raad zijn versterkt.
Met de invoering van deze wet werd een duidelijkere rolverdeling binnen de gemeentepolitiek beoogd, met het enigszins op de achtergrond geraakte doel deze voor de burger te revitaliseren. Sinds 2002 maken de wethouders dus geen deel meer uit van de gemeenteraad.
Bij de provincies werd het dualisme een feit op 12 maart 2003 toen de Wet dualisering provinciebestuur in werking trad. Tot die datum waren gedeputeerden tevens lid van Provinciale Staten. De doelstellingen die golden bij de dualisering van de gemeentebesturen, zijn voor de provincies nagenoeg gelijkluidend.

## Staatkundig dualisme
Staatkundig dualisme bestond bij de Oostenrijk-Hongaarse dubbelmonarchie: het keizerrijk Oostenrijk vormde in confederatie met het koninkrijk Hongarije één staat. Hieraan kwam in 1918 een einde. België wordt soms ten onrechte een dualistisch land genoemd; immers naast de autonome Vlaamse en Waalse regeringen kent deze staat ook nog een Duitstalig gebied met een eigen regering. België is dus geen dualistisch, maar een trialistische staat.

## Dualisme in internationaal recht
Monisme en dualisme in internationaal recht worden onderscheiden als twee opvattingen over de verhouding van internationaal recht en nationaal recht. De dualistische opvatting stelt dat beide rechtsstelsels zelfstandige sferen zijn. Dat betekent dat het internationale recht volgens de dualistische opvatting geen rechtstreekse, prevalerende of derogerende werking heeft in het nationale recht. Internationaal recht moet naar het nationale recht worden getransformeerd voordat het op nationaal niveau gelding verkrijgt.

## Dualisme in de natuurkunde
In de natuurkunde is het golf-deeltjes-dualisme het paradoxale verschijnsel dat kleine deeltjes zich ook als golven kunnen manifesteren en omgekeerd golven ook deeltjeseigenschappen kunnen bezitten. Deze dualiteit van golf- versus deeltjeskarakter is proefondervindelijk aangetoond, en vormt de basis van de theorie van de kwantummechanica die een revolutie in de natuurkunde betekende. Klassieke proeven waarmee het dualisme kan worden waargenomen, zijn de twee-spleten-proef van Thomas Young (1801) en het foto-elektrisch effect (1887). Het was Albert Einstein die in 1905 voor het eerst een volledig samenhangende verklaring voor deze verschijnselen kon geven. In de kwantummechanica wordt de link tussen de twee interpretaties gelegd in de hypothese van Louis de Broglie (1929) λ = h/p, die impuls p (een typische deeltjeseigenschap) koppelt aan golflengte λ (een typische golfeigenschap). Hoewel eerst werd gedacht dat de golf-deeltjesdualiteit vooral gold voor fotonen (die geen massa hebben) en kleine deeltjes materie (zoals elektronen), kon een onderzoeksteam van de Fransman Alain Aspect in de jaren 1970 laten zien dat ook zwaardere deeltjes, zoals atomen golfkarakter vertonen. Het golf-deeltjes-dualisme leidt nog steeds tot felle discussies rond de grondbeginselen van de kwantummechanica. Vragen rond determinisme en vrije wil (is alles vastgelegd of is er ruimte voor toeval en vrije wil) en kwantumverstrengeling (werking op afstand) hangen hier direct mee samen.

## Verwarring met yin en yang
Er is nogal wat verwarring tussen het dualisme van Plato en Descartes en de taoïstische yin en yang. Deze twee zijn geen synoniemen van elkaar en de verbanden zijn discutabel. Yin en yang hebben eerder iets te maken met dualiteit dan met dualisme. Yin en Yang zijn twee principes gebaseerd op homogeniteit, ze zijn niet strijdig met elkaar, maar eerder complementair. Ze drukken daarmee de kern uit van het polaire karakter van de realiteit. Dat polaire karakter in het taoïstisch denken is een én-én grondslag: dag én nacht wisselen elkaar af en complementeren elkaar. We ademen in én uit. Yin en Yang vertegenwoordigen respectievelijk het vrouwelijke (niet het geslacht maar de passieve, open en ontvankelijke, statische kwaliteiten van de werkelijkheid) en het mannelijke (de actieve, ponerende en stuwende, dynamische kwaliteiten van de werkelijkheid). De twee polen bestaan bij elkaars gratie en produceren in die polaire spanning de werkelijkheid. Je zou over dat polaire karakter kunnen denken als de plus- en de minpool van een batterij. Daarentegen impliceert dualisme eerder een onoverbrugbare golf tussen twee categorieën, zelfs een onafwendbare tegenstrijdigheid.

## Voetnoten
1. 1 2  Chalmers, D.J. (1996): The Conscious Mind. In Search of a Fundamental Theory, Oxford University Press
2. 1 2  Wiseman, M.; Yuedi, L. (eds.) (2011): Subversive Strategies in Contemporary Chinese Art, Brill, p. 194
3. ↑  Yun, K.D. (2012): The Holy Spirit and Ch'i (Qi). A Chiological Approach to Pneumatology, Wipf and Stock Publishers, p. 51